# Élő történelem
Az Élő történelem (az eredeti angol nyelven: Living History) Hillary Clinton volt amerikai elnökjelölt és külügyminiszter önéletrajzi könyve a Fehér Házban Bill Clinton korábbi elnök mellett töltött harminc esztendő leírása. Megjelenése óta a világ 33 országában több mint 8 millió példányban kelt el.[forrás?] A könyv nemcsak az amerikai, hanem világtörténelmi összefoglaló is erről az időszakról, korántsem nélkülözve az ex first lady szubjektív benyomásait.

## Tartalom
A könyv átfogóan írja le Hillary Clinton életét gyermekkorától a Yale Egyetemen végzett tanulmányáig. Diáktársa, Bill Clinton megismerésén át későbbi házasságukig. Hogyan élt Arkansas kormányzójának feleségeként, majd beszámol lányuk, Chelsea születéséről. Önéletrajzának fontos része a First Lady-ként tapasztaltak taglalása. A Lewinsky-ügy pontos részletei a könyvben rejtve vannak. Bár férje hónapokig úgy tett, mintha csak barátkozna Monika Lewinskyvel, és csak nem sokkal azelőtt mondta el neki az igazat, hogy a vizsgálóbizottság előtt tanúskodott, Hillary Clinton nem hagy kétséget afelől, hogy kitart férje mellett. Arról is beszámol, hogy a nehéz időszakban természetesen rendszeresen konzultáltak egy házassági tanácsadóval.
Politikai üzenete fontos: New York-i szenátorként ugyanazokat a liberális nézeteket képviseli, mint egykor elnökként férje, és leszámol a konzervatívokkal, akik férje politikáját sorozatosan akadályozták. Ezen kívül számos találkozást és beszédet ír le vagy reprodukál First Lady korából.

## Magyarul
- Élő történelem; ford. Kiss Marianne; Geopen, Bp., 2003

## Megjelenési adatok
- Cím: Living history (magyar kiadásban: Élő történelem)
- Szerző: Hillary Rodham Clinton
- Kiadó: Simon + Schuster Inc. (magyar kiadás: Geopen Kiadó) Kiadás éve: 2004 ISBN 0743262026